# شهرستان چروکی (کانزاس)
شهرستان چروکی، کانزاس (به انگلیسی: Cherokee County, Kansas) شهرستانی در ایالات متحده آمریکا است که در کانزاس واقع شده‌است.